# Eksplantat
Eksplantat – wyodrębniony fragment tkanki lub narządu użyty do zapoczątkowania kultury in vitro.